# الرس
الرَّس هي مدينة رئيسية تقع في غرب القصيم مجاورة لوادي الرمة في شمالية وهي من المدن المعروفة في نجد ومن أقدم المواقع التي ورد ذكرها في كتب البلدان القديمة فكانت الرس موجودة قبل البعثة النبوية بأكثر من ثلاثمائة سنة، وهي من أهم مدن المملكة العربية السعودية وتمتاز بموقعها الهام وهوائها العليل ومائها العذب، فهي من أعرق مدن منطقة القصيم، وتعتبر حالياً مركزاً تجارياً هاماً في منطقة القصيم لوجود أسواقها المنوعة ولوجود الكثير من الدوائر الحكومية والمعاهد والكليات دور في تنشيط الحركة التجارية. ويحد الرس منطقة حائل شمالاً ومن الجنوب منطقة الرياض، ومن الشرق منطقة سدير والوشم ومن الغرب منطقة المدينة المنورة.

## التسمية
```
الرس في اللغة البئر القديمة فإذا أطلقت كلمة الرس فإنما يراد بها البئر القديمة وفقاً لما قال حسان بن ثابت الأنصاري في إحدى قصائده:
```

ولهذه المحافظة نصيب من اسمها فقد كانت في الزمن القديم مورداً لقبائل العرب ويـؤيد ذلك مـا ذكـره ياقـوت الحموي في معجم البلدان حيث قال: "الرس بفتح أوله والتشديد البئر والرس المعدن والرس إصلاح ما بين القوم"، وقال الفيروز آبادي في كتابه القاموس المحيط: "الرس ابتداء الشيء ومنه رس الحمى ورسيسها والبئر المطوية بالحجارة وبئر كانت لبقية من ثمود كذبوا نبيهم ورسوه في بئر".
وعلى كل فإن الرس هي البلد المعروف بهذا الاسم منذ قديم الزمن حتى الوقت الحاضر وهي محافظة رئيسية تقع في القصيم في قلب إقليم نجد بالمملكة العربية السعودية على ضفة وادي الرمة الجنوبية، ويربطها بالرياض والحجاز وكبريات مدن المملكة خطوط معبدة فهي على الطريق المؤدي إلى مكة المكرمة في القسم الجنوبي الغربي من إقليم القصيم.
وقال الشيخ محمد بن البليهد في تعليقه على كتاب صفة جزيرة العرب للهمداني ما نصه: "الرس هي محافظة في غرب القصيم مجاورة لوادي الرمة في شمالية وهي من المدن المعروفة في نجد ومن أهم مدن المملكة العربية السعودية وتمتاز على غيرها من المدن بموقعها الهام وهوائها العليل ومائها العذب وهي أول بلد حاصرها إبراهيم باشا المصري فأعيته وبقى عليها ستة أشهر ثم صالحها على شرط أن يدخلها على حصانه من بابها الغربي ويخرج من بابها الشرقي ولهذا البلد اسم غير الرس وهو (الحزم) كما قال شاعرهم في بيت من قصيدة له شعبية
ولا تزال الرس معروفة باسم الحزم.

## التاريخ

### تأسيسها
بعد أن غادرت القبائل العربية نجد ومن بينها قبائل بني أسد التي كانت تقطن الجزء الأكبر من القصيم حلت قبائل أخرى محلهم، وكان من القبائل العربية التي حلت في نجد واشتهرت قبائل بني تميم مثل الحميدان والذين انتقلوا من أشيقر للرس للعمل والتجارة كما أنهم خدموا المحافظة بما مضى وإلى وقتنا الحالي، وكذلك بني لام الذين صار لهم نفوذ وهيمنة على أكثر بلدان نجد وكان من أشهر قبائل بني لام قبيلة الظفير التي كانت تقطن عالية نجد وأطرافهم القصيم وقبائل الفضول وآل كثير آل مغيرة. وفي القرن العاشر وما بعده انحدرت هذه البوادي من نجد إلى العراق وحلت محلها قبائل عنزة التي كانت بمالها من كثرة ووفرة ذات سلطة ونفوذ فترة طويلة وكانت قبيلة عنزة تقطن أطراف الرس وأطراف القصيم وعالية نجد وكان لهم العديد من المياه والموارد حيث كانوا يتتبعون الكلأ وقسم منهم يستقر ويبني بعض المنازل عندما يمل حياة البادية وقسم آخر يشتغل بالزراعة وينبت الأرض، وكان قد حصل بين قبائل عنزة وبين قبائل الضفير عدداً من الأيام وفي منتصف القرن العاشر من الهجرة حيث دبت الحياة بالرس من جديد وبعد سنوات ووقت طويل. وبدأت أفواج من العرب ترد إليه بقصد الاستيطان حيث أقاموا فيه مساكن من الطين لم تلبث أن كونت قرية صغيرة، وذلك حوالي سنة 950 هـ بعد أن رحلوا من بلدة أشيقر إحدى قرى الوشم والتي كانت في ذلك العهد من كبريات الديار النجدية كما جاء ذلك في كلام الشيخ المؤرخ إبراهيم بن صالح بن عيسى حيث قال (خرج آل صقيه المعروفون من بلد أشقير سنة تسعمائة وخمسين تقريباً وتوجهوا إلى القصيم فأقاموا بالرس وكان خراباً ليس به مساكن فعمروه وسكنوه وامتدوا فيه بالفلاحة...إلخ) وعمروا منازلهم وكانت اتصالاتهم التجارية ببلدة عنيزة التي كانت في ذلك العهد مصدراً لقضاء حاجياتهم وأغراضهم المنزلية الأمر الذي جعلهم يتعرفون على أحد مستوطنيها ممن كانوا يتعاطون التجارة ويكنى أبا الحصين واسمه محمد بن علي من آل محفوظ من العجمان الذين ينتمون إلى مذكر بن يام من همدان القحطاني فتوطدت الصداقة بينه وبين آل صقيه وتبادلوا الزيارات فاستهوته الرس ورغب في استيطانها واشتراها من آل صقيه وسكنها هو وأولاده سنة 970 هـ وبعد ذلك انتقل آل صقيه إلى بلدة صبيح القريبة من الرس ولا زالوا يقطنونها إلى اليوم.
قال الشيخ إبراهيم بن محمد بن سالم بن ضويان في مذكرته التاريخية ما نصه (الرس ماء لبني منقذ بن أعياء من بني أسد خرب برحيلهم إلى العراق وأول من سكنه آل صقيه من تميم في جلوتهم من أشيقر في حدود المائة التاسعة للهجرة ثم باعوه على آل أبا الحصين) وكان لمحمد بن علي الذي استوطن الرس بعد انتقاله من عنيزة ستة أبناء كان أكبرهم العويصي الذي أصبح رئيس قومه بعد وفاة والده ثم قدم عليهم العديد من القبائل في أوقات متفاوتة فكبرت البلدة وزادت عمارتها وكثرت بيووتها وأنجب العويصي عدى أبناء أكبرهم هديب الذي خلف والده في إمارة الرس وكان قريب عهد ببداوة ولذلك شب محبا للفروسية والغزو عاش على اقتيات رزقة من مجاوريه من القبائل العربية ثم أحب الاستقرار فبنى له قصرا كبيرا ووضع جواره زراعة وبداء يستحصل رزقه منها وبنى سوراً على الرس ومن ضمنه مزرعته وقصره وأسماء حوطة الجو وأعانه أهل الرس في بناء هذا السور الذي يعتبر أول سور نعرفه ولا تزال آثاره واضحة المعالم على الرغم من انتقال الرس من موقعها القديم والتي تبعد عن بعض مواقع هذا السور بحوالي نصف كيلاً والتي تشتمل في الوقت الحاضر على حوطة الرس.

### غـارة الجلاس
وقد أصبحت بلدة الرس بعد تأسيسها هدفاً للغزاة من القبائل العربية وذلك لتوسطها بين مدن وديار القصيم ولموقعها الاستراتيجي بين تلك المدن وطيب هوائها وعذوبة مائها واعتدال مناخها وكثرة الأراضي الزراعية حولها ولكونها في مكان فسيح مترامي الأطراف غني بالموارد الزراعية لمرور وادي الرمة بالقرب منها، ومما يذكر في تاريخ هذه البلدة أن عشيرة آل جلاس المتفرعة من قبيلة عنزة أغارت على مدينة الرس بعد بنائها وتأسيسها وبعد أن تولى هديب العويصي إمارتها فقد استعان بقبيلة الضفير في حربه مع الجلاس مقابل إعطائهم بئرين لسقيا مواشيهم حتى صدوا الغارة وفكوا الحصار عن البلدة بعد أن استمرت الحرب بين الفريقين نحو أربع سنوات وقد اشترى جـد الحميـدان المعـروفين بالرس هذين البئرين من قبيلة الضفير، وفي بداية القرن الحادي عشر الهجري حصل خلاف بين أبناء محمد بن على وأبناء آل عويصي أخوة هديب وأبنائه وأحفاده على زعامة البلد وتطور هذا الخلاف إلى معركة وقعت في السوق العام بالرس المسمى بالمفرق وذلك سنة 1050 هـ وكان من نتيجة هذا الخلاف أن باع أحفاد العويصي نصيبهم على أحد القاطنين بالرس وانتقلوا إلى أقليم السر بأهاليهم وأولادهم وهم معروفون في الوقت الحاضر في بلدة الصوينع.
وتولى الإمارة بعد ذلك عبد العزيز زامل الرشيد من آل محفوظ العجمي وكان عبد الله شارخ الدهلاوي نائبه إذا غاب وبعد قيام الشيخ محمد بن عبد الوهاب بدعوته الإصلاحية في نجد أصبحت الرس من أسبق بلدان القصيم إلى تأييد دعوته والانضمام إلى الدولة السعودية الأولى بقيادة الإمام محمد بن سعود.

### حملةطوسون باشا
في بداية عام 1300هـ تقريباً اهتمت الدولة العثمانية بدعوة الشيخ محمد ابن عبد الوهاب التي ظهرت في نجد بل زادت عداوتها لتلك الدعوة السلفية وأخذت تخاف منها على نفوذها في نجد خاصة وأن حماس النجديين برز لنصرة الدعوة وصاحبها. ثم إن الدولة أرادت أن تستغل أطماع والي مصر محمد علي باشا في التوسّعية في نجد للقضاء على الدعوة وأنصارها. وبمساعدة الدولة العثمانية اقتحم محمد علي وأولاده جزيرة العرب في عدة حملات.
وكانت أول حملة أرسلها إلى نجد عام 1230هـ بقيادة ابنه طوسون باشا، يقول ابن عيسى (ص 105) (وفيها ـ أي سنة 1230هـ ـ قدم أحمد طوسون بن محمد علي بالعساكر العظيمة ونزل الرس والخبراء، وكان عبد الله بن سعود إذ ذاك في المذنب، فلما علم بذلك رحل من المذنب ونزل بلد عنيزة وأميرها إذ ذاك من جهة عبد الله ابن سعود، نزل الحجناوي وأقام عليه نحو عشرين يوما يصابر عساكر الترك، ويقع بينهم مقاتلات ومجاولات من بعيد، ثم إن الصلح وقع بين أحمد طوسون هو وأحمد بن نابرت وبين عبد الله بن سعود على وضع الحرب وأن عساكر الترك يرفعون أيديهم عن نجد ويرفع عبد الله بن سعود يده عن الحرمين وكل منهم يحج آمنا. وكتبوا بذلك سجلات، فرحل أحمد طوسون ومن معه من العساكر غرة شعبان من هذه السنة) أي سنة 1230هـ.
وقد أورد الدكتور منير العجلاني (تاريخ البلاد العربية السعودية 4/55) عن حملة طوسون بعض الروايات نورد منها ما يلي: أن طوسون أراد أن يثبت لأبيه أنه قادر على تحقيق الفتوحات العظيمة في نجد حربا وسياسة فأمر جنوده بالمسير نحو بلدتي الخبراء والرس من بلدان القصيم، وأكبر الظن أنه ما كان ليقدم على هذه المغامرة لولا مكاتبات سابقة دارت بينه وبين زعماء البلدين وعهود قطعها لهم وأموال دفعها إليهم حتى وافقوا على تسليم البلدين إليه سلما غير حرب.
أقول: لا أعتقد أن هذا القول صحيح، لأن أهل القصيم مشهور عنهم الولاء وحبهم للحكام والصمود أمام الأعداء، وكانوا يدافعون عن دينهم وأنفسهم وبلدانهم ولا يمكن أن يسلموها لقمة سائغة للمعتدين سواء الأتراك أو غيرهم، ولكن قد يوجد حول بلدان القصيم بعض من يدعون لأنفسهم الزعامة ويقومون بمحاربة الدولة السعودية ويستغلون بعض أبناء البادية ويغرونهم بالأموال والإمارة، هؤلاء يقومون بالاتصال بحكام الدولة العثمانية ويحرضونهم على حكّام نجد ويمهدون لهم الطريق للاستيلاء على البلاد السعودية.
كما روى العجلاني ما قال دريو: أن طوسون دخل الرس ليلا وفجأة استولى فيها على عشرين ألف رأس بعير وماتي ألف رأس غنم.
أقول: وهل كان يوجد في بلدة الرس في عام 1230هـ هذا العدد من الإبل والأغنام؟ وكيف استطاع طوسون أن يجمع هذا العدد في ليلة واحدة؟ قد يكون هذا العدد مبالغ فيه.
ويقول ابن بشر (عنوان المجد 1/183) عن مسير إبراهيم باشا وابنه طوسون نحو القصيم (وفي مسير محمد علي إلى تهامة وابنه أحمد طوسون في المدينة النبوية يجهز العساكر إلى نجد وأرسل إلى أهل الرس وأهل الخبراء القريتان المعروفتان في القصيم وكاتبوه فأرسل طوسون إلى العسكر الذي في الحناكية وأمرهم أن يسيروا إليهما فساروا إلى القصيم وأطاع أهل الخبراء والرس فدخلوهما الروم. واستوطنوهما واستولوا على ما فوقهما من القصيرات والمزارع مثل: ضرية ومسكة والبصيري ونجخ المعروفات في تلك الناحية وثبت بقية بلدان القصيم وحاربوا الترك).
أقول: لعل الذي جعل أهل الرس يطيعون الترك أن بلدتهم غير محصّنة تحصيناً جيداً وليس لديهم القوة والسلاح لمحاربتهم لذلك سمحوا لهم بدخول البلدة محافظة على دمائهم وأعراضهم وأنفسهم.
ثم أوضح ابن بشر أيضا: بأن عبد الله بن سعود لما علم بذلك ـ أي بأن أهل الخبراء والرس أطاعوا الترك أراد الانتقام منهم ـ جمع من حوله من القصيم والجبل ووادي الدواسر والاحساء وعمان وما حولهما في بداية جمادى الأولى 1230هـ ونزل الرويضة قرب الرس فقطع نخيلها ودمّرها وأهلك غالب زرعها وأقام فيها يومين فخرج عسكر الترك من الرس وحصل بينهم رمي بالمدافع من بعيد بدون ملاقاة.
كما يذكر ابن بشر بأن أهل الرس ندموا على أنهم أطاعوا الترك ـ ويبدو لي بأن هذا الندم حصل عندما استوطن الترك في البلدة وخاف أهلها منهم ـ خرج عدة رجال من أهل الرس قاصدين الشنانة فتحصنوا في قلعتها فسار الترك نحوهم وحاصروهم حصارا شديدا ورموهم بالمدافع والقنابر فثبت أهل الرس في دفاعهم وقتلوا من الترك عدة قتلى ورحل الباقون إلى مقرهم في الرس.
بعد ذلك نزل عبد الله بن سعود في الحجناوي بين الرس وعنيزة فحوصر الترك في الخبراء والرس فأنزل الله الرعب في قلوبهم وجنحوا للسلم فعُقِد الصلح عند الرس بين عبد الله بن سعود وطوسون على مايلي:
1ـ أن توضع الحرب بين الطرفين.
2ـ أن يرفع الترك أيديهم عن نجد وأعمالها ويرحلوا.
3ـ أن تمشي السابلة آمنة بين الفريقين من بلد الشام ومصر وجميع ممالكهم إلى نجد والشرق وجميع ممالك عبد الله بن سعود.
4ـ أن يتمكّن كل منهم من الحج بأمان.
وكتب الطرفان بينهم سجلا بذلك، ورحل الترك عن الرس متوجهين إلى المدينة أول شعبان 1230هـ.

### غزوة وحصارإبراهيم باشا
وتولى إمارة الرس منصور بن عساف بن ناصر بن محمد بن على ودام فـي أمـارة الـرس سنة واحدة ثم تولى الشيخ قرناس وهو قاضي الرس الإمارة وفي أثناء ذلك حصلت الحرب المشهورة عام 1232 هـ بين أهل الرس وبين إبراهيم باشا الذي خرج بعد تمركزه بالمدينة قاصداً الدرعية للاستيلاء عليها طوع جميع البلدان التي مر بها عدا الرس فقد صمدت في وجهه وأظهرت بسالة فائقة مما جعله يقطع النخيل ويحاصرهم أشهراً عديدة وكان يحيط بالرس سور منيع، ولما كان مخيمه الرئيسي محاذيا للمدينة من الجهة الجنوبية فقد حفر لغما يقارب أثنين كيلاً ويبدأ هذا اللغم من موقع مخيمه وينتهي بمقصورة الرس الجنوبية وملأه بكمية من ملح البارود بقصد نسف السور حيث كان جنود إبراهيم باشا يحفرون النفق في الليل، فسمعت امرأة كبيرة صوت الحفر عندما كانت تطحن القمح بالرحى ليلا فذهبت إلى الشيخ الأمير قرناس وأخبرته بذلك الصوت، فذهب معها واستمع لذلك الصوت وكان يمتاز بالفطنة والذكاء والدهاء فعلم أن هذا الصوت هو صوت حفر تحت الأرض من جنود إبراهيم باشا بهدف نسف السور فابتكر حيلة ناجحة هي أن يتم حفر نفق مقابل لهم ومن ثم قام بفتح نافذة صغيرة تطل على اللغم وأتى بقط وعقد في ذيله فتيلة وأشعل فيها النار ثم أدخل القط بالنفق فاتجه نحو تلك الفتحة الأمر الذي أدى إلى اشتعال البارود والقضاء على الكثير من جنود إبراهيم باشا ويقدر عدد قتلاه في هذه الحرب حوالي ألف وخمسمائة رجل حسبما روي عن الشيخ صالح القرناس أو ستمـائة رجـل حسبمـا ذكـره عثمان بن بشر في كتابه (عنوان المجد) بينما القتلى من الرس ما يقارب سبعين شهيداً قبروهم في مقبرة تقع وسط الرس الحالية وتعرف بمقبرة (الشهداء) وقد خلد شعراء الرس هذه الحرب ومن بينهم الشاعر صالح بن محمد العوض في قصيدة مطلعها:
كما خلدها أيضا الشاعر إبراهيم الدخيل الخربوش الذي يسمونه (شاعر الحرب والفخر بالرس) ومن قصيدة له مشهورة قال فيها:
كما خلدتها الشاعرة موضي بنت سعد الدهلاوي والتي يقال لها الدهلاوية في قصيدة مطلعها:
كما تولى قيادة أمـور الحـرب الشيخ قرناس بن عبد الرحمن بن قرناس «بنفسه» المولود سنة 1194 هـ والمتوفي سنة 1262 هـ.
وعن الشيخ الأمير قرناس وما قام به من أعمال تمتاز بالذكاء والدهاء قال أيضا:
«مارأيت في نجد أذكى من إثنين الشيخ قرناس والجربوع... فلما سئل عن علاقة ذلك قال: الشيخ قرناس مثل الجربوع له بيت يخبر وبيت لايخبر... وذلك لأنه حاول القبض عليه ولم يتمكن منه. ومنها قصته عندما رحل عن الرس ومر بجبل أبان الحمر حيث قال» والله أني أعلم أن قرناس في هذا الجبل ولك من يستطيع الوصول إليه «وكذلك قصته عندما كان الشيخ الأمير يصلي بالناس الفجر...»
أيضا ماقاله إبراهيم باشا عندما عجز عن السيطرة على الرس بسبب بسالة وشجاعة أهلها حيث قال:

### ملاحقة أبا الخيلللدويش
تولى مهنا بن صالح آل أبا الخيل امارة القصيم وذلك في شهر ربيع الأول سنة 1280 هـ الذي أراد مهاجمة قبيلة مطير ورئيسها سلطان بن محمد الدويش الذي قدم إلى الرس طالبا حمايته من مهنا وجيشه، وأمير الرس صالح بن عبد العزيز الرشيد في ذلك الوقت خارجها، وكان عبد الله الشارخ قد انتقل من الشنانة إلى المطيات بعد وفاة ابيه شارخ وكان من أصحاب الحل والعقد بالرس بعد الأمير والذي هب لحماية سلطان الدويش عندما استنجد به، كما هب أهل الرس لمساعدته وأقاموا العرضة في ميدان فسيح أمام الرس استعداداً للدفاع، فلما وصل الأمير مهنا إلى بلدة الرويضة وسمع أصوات الطلقات النارية التي تطلق في العرضة نصحه مساعدوه بالتراجع عن عزمه ففعل وعاد من حيث أتى لأنه عرف أن أهل الرس تعهدوا بحماية الدويش.
وقد خلد هذه الحادثة الكثير من شعراء وشاعرات الرس حيث قال سليمان بن شايع الفتال في قصيدة له ملأها بالفخر ومطلعها:
وقالت رقية بنت عبد الله الصالحي تخلد هذه الحادثة بقصيدة مطلعها:
وقالت فضة النيف المريس قصيدة مطلعها:
وقد أشيرت هذه القصائد كاملة ضمن تراجم الشعراء المذكورين.

### وقعةالشنانة
وفي عام1322 هـ حصلت الوقعة المعروفة بوقعة (الشنانة) بين عبد العزيز بن متعب بن رشيد أمير حائل وبين الملك الراحل عبد العزيز بن عبد الرحمن آل سعود وبمعيته أهل الرس حيث أقام الأول في بلدة الشنانة واتجه بمدفعه نحو الرس وجعل يطلق عليها نيرانه وفي أثناء إقامته في تلك المنطقة جرى بينه وبين ابن سعود مناوشات ومعارك متقطعة غير أنه كان الخاسر في تلك المعارك، وهناك حروب أخرى أظهر فيها أهل الرس بسالة سجلها التاريخ.
وفي سنة 1325 هـ طلب أمير الرس صالح بن عبد العزيز الرشيد من الملك عبد العزيز إعفاؤه من الإمارة لكبر سنه وبعد أن دامت الإمارة في آل رشيد مدة طويلة.

## الموقع
يقول ابن منظور (لسان العرب 6/98): (والرس والرسيس واديان بنجد أو موضعان، وقيل: هما ماءان في بلاد العرب معروفان، والرس اسم واد في قول زهير بن أبي سلمى:
ويقول ياقوت الحموي (معجم البلدان 3/43) الرس والرسيس.. وأديان بنجد أو موضعان
وذكر ذلك ابن بليهد (صحيح الأخبار 4/226).
وقال الأصمعي: فالرس لبني أعيا رهط حمّاس.
ويقول ابن السكيت: الرس واد بقرب عاقل، فيها نخل. ولعله يتحدث عنها في زمنه إذ أنها في الجاهلية كان الرس ماء يرده حمر الوحش وبقره، ومن ذلك تبين بأن الرس مدينة قديمة كانت على عهد الجاهلية مورد ماء للقبائل، ثم لما جاء الإسلام دخلها العمران كغيرها حيث أن ابن السكيت كان عاش في القرن الثالث الهجري ولاشك بأنه نقل كلامه من غيره ممن تقدمه.
كما ورد في أطلس المدن السعودية تُقدّر المساحة الإجمالية لمحافظة الرس بالهكتار في عام 1407 هـ (700050) هكتارا، أي مايعادل (70000,500) كيلو متر مربع. وفي الوقت الحاضر وبعد أن توسعت المحافظة بفضل النهضة العمرانية وكثرة الهجرات الوافدة من القرى والهجر المجاورة فبلغت أطوال المحافظة حوالي 12 كيلومتر في 10 كيلو متر (120 كيلومتر مربع).

### حدود الرس
ذكرها الشاعر (حسين العبد الله العواجي) بهذين البيتين: ـ

## السكان

### سكان الرس قديماً
يقطن الرس بنو منقذ بن أعيا بن طريف بن عمرو بن قعين بن الحارث بن دودان بن أسد من بني أسد بن خزيمة بن مدركة بن الياس بن مضر بن نزار بن معد بن عدنان وهي قبيلة عدنانية كانت الرس آبارا وموارد لهم في العصر الجاهلي تحدث عنها شعرائهم وذكروها وعددوا ميزاتها كما يتضح ذلك جلياً من أشعار بن أبي سلمى المزني حيث قال:
وقـال:
وجاء ذكر الرس أشعار كثيرة لبعض العرب من غير بني أسد كقول ابنة مالك بن بدر الفزارى في رثائها لأبيها:
وهناك مواضع كثيرة محيطة بالرس تردد ذكرها في الاشعار الجاهلية والاسلامية لا تخفي على القراء.
فظهر من هذه الأقوال أن الرس كان في قديم الزمن مورداً لقبائل العرب لا سيما بني منقذ بن اعياء بن أسد رهط حماس الرسيس لبني كاهل وكل هذه القبائل تنتمي إلى بني أسد أما الرس الذي جاء ذكره بالقرآن الكريم فالمقصود به (فلج الأفلاج) كما صرح بذلك المفسرون ومن بينهم ابن كثير في كتابيه (تفسير القرآن) و (البداية والنهاية في التاريخ) وقد خرب الرس برحيل بني أسد إلى بلاد العراق في عهد الخليفة الراشد عمر بن الخطاب رضى الله عنه
وقال نصر الإسكندري (الرس والرسيس ماء ان الرس لبنى بن طريف والرسيس لبنى كاهل) وكلا الحيين من بني أسد
وفي القرن الثالث الهجري دخلها العمران فغرست فيها النخيل والأشجار وبذرت فيها الزروع وذلك واضح من النصوص التالية:
قـال يعقـوب بـن السكيت وهـو مـن علماء القرن الثالث الهجري (الرس والرسيس واديان بقرب عاقل فيهما نخل) فابن السكيت تحدث في هذا النص عن الرس والرسيس في القرن الثالث الهجري وهذا دليل على قدم عمران الرس وزراعتها وربما أنه كان ينقل هذا الخبر عن اناس تقدموا زمنه بفترة طويلة والرسيس يقع إلى الغرب من الرس على بعد حوالي أحد عشر كيلاً وعاقل هو الوادي الذي يسمي في هذا العهد الحاضر بالعاقلي إلى الجنوب الشرقي من الرس
قال الحسن بن عبد الله الاصفهاني في كتابه بلاد العرب (الرس ماء لبني منقذ بن اعياء به نخيل لبني برثن بن منقذ بن اعياء بن طريف بن عمرو بن قعين بن الحارث بن دودان بن أسد رهط حماس) الخ
وقال ابن الأنباري الذي عاش في آخر القرن الثالث الهجري وأول القرن الرابع (الرس ماء ونخل لبني أسد والرسيس حذائه)

## المعالم الأثرية
| الاسم                    | المعلومات | التاريخ           |
| ------------------------ | --- | ----------------- |
| 1.مملكة كندة في بطن عاقل | يوجد حاليا من بقايا مملكة كندة دلائل من الآثار والأحجار والنصوص الواضحة والمشاهدة حاليا بجوار بطن عاقل في الجهة الشرقية الجنوبية من الرس على إحداثية (452 50 25)(527 38 043) وتوحي هذه الكتابات والرسوم أن بطن عاقل والرس كانتا عامرتين بالحياة من حضارة بني كندة ثم حضارة بني أسد وفيهما من العمران والمزارع ما الله به عليم، كذلك يوجد حاليا بجوار الكتابة بئر ماء مطوية وقديمة طمرتها الأتربة، مما يدل على أنهما كانتا موردين هامين لتلك القبيلة التي كان لها الغلبة والسيطرة على القبائل الأخرى | في حدود عام 433م. |
| 2.نفق إبراهيم باشا       | هو الذي يحكي قصة البطولة التي أبداها أهل الرس عند حصار إبراهيم باشا لبلدتهم حيث أبدوا شجاعة وبسالة أعجزت القائد التركي عن احتلال الرس واضطر لعقد الصلح مع أهلها، حيث كان جنود إبراهيم باشا يحفرون النفق في الليل، فسمعت امرأة كبيرة صوت الحفر عندما كانت تطحن القمح بالرحى ليلا فذهبت إلى الشيخ الأمير قرناس وأخبرته بذلك الصوت، فذهب معها واستمع لذلك الصوت وكان يمتاز بالفطنة والذكاء والدهاء فعلم أن هذا الصوت هو صوت حفر تحت الأرض من جنود إبراهيم باشا بهدف نسف السور فابتكر حيلة ناجحة هي أن يتم حفر نفق مقابل لهم ومن ثم قام بفتح نافذة صغيرة تطل على اللغم وأتى بقط وعقد في ذيله فتيلة وأشعل فيها النار ثم أدخل القط بالنفق فاتجه نحو تلك الفتحة الأمر الذي أدى إلى اشتعال البارود والقضاء على الكثير من جنود إبراهيم باشا | 1817م             |
| 3.مقبرة الشهداء          | وهي مقبرة تقع في الجهة الجنوبية من المدينة، حيث يروى بأن عدد رجال الرس الذين يحملون السلاح أثناء الحرب بين أهل الرس وإبراهيم باشا عام 1232هـ (300) رجل. استشهد منهم سبعون رجلا وتم دفنهم في تلك المقبرة الصغيرة وقد كانت داخل سور الرس أثناء الحرب. | 1817م             |
| 4.الجريف                 | أول مصنع لملح البارود في القصيم هو (الجريف) أنشأه أهل الرس وكانوا يصنعون فيه ملح البارود أثناء حروبهم مع من حولهم، وكان في زمانه هو الأفضل من ناحية الجودة والقوة، ويصدرعن طريق العقيلات في الماضي، ويقع في الجهة الجنوبية الغربية من الرس على شارع يسمى حاليا باسم (شارع الجريف) تصغير (جُرْف) وهو ربوة مرتفعة من الأرض تقع على إحداثية (836 51 25) (849 30 043) | 1737م.            |
| 5.بقايا مقصورة سور الرس  | تعد مقصورة باب الأمير من أكثر الأماكن السياحية الفريدة في الرس، وهذا لكونها الوحيدة التي تبقت من سور الرس القديم، والتي لم يستطع الزمن القضاء عليها، وتقع هذه المقصورة في شرق المدينة بين منازل العساف، وقد سميت بهذا الاسم بسبب موقعها بجوار منزل عساف الحسين أمير الرس الراحل وهي باقية حاليا تحكي قصة البطولة والشجاعة لأهل الرس أثناء تصديهم لجيش إبراهيم باشا، كما يلاحظ السورين الذين ذكرهما إبراهيم بن محمد علي باشا في خطاب له بعثه إلى والده في مصر وذكر (أسوار قلعة الرس) وأن القلعة ذات متانة زائدة وهو مكوّن من عدة طبقات. | 1815م             |
| 6.قصر عذلة               | وهي منزل الوجيه (الباشا) صالح بن محسن بن عذل بناها لتكون منزلا له ولضيوفه، وتقع بين الرس والحجناوي، وباقية آثار المنازل حاليا. وقد كانت مقرا للضيافة لمن يفد إلى الرس من الوجهاء والضيوف، كما أن الملك عبد العزيز نزلها عندما قدم لحرب ابن رشيد في الشنانة. والمنازل باقية حتى الآن وقام أحد المواطن/ سليمان بن محمد الدبيان من الرس في عام 1429هـ بترميم القصر بالطين بأمر من أبناء وأحفاد صالح بن عذل. | 1844م.            |
| 7.مرقب الشنانة           | برج مبني من الطين شُيّد بغرض الاستطلاع والمراقبة، يبلغ ارتفاع البرج نحو 27 متر، ويأخذ البرج شكلًا مخروطيًا قاعدته مستديرة الشكل بمحيط 21 م تقريبًا. يتكون البرج من عشرة أدوار، وأسقف الطوابق فيه من الخشب الأثل وجريد النخيل وحُفر فيه عدة حفر تستخدم للنزول والصعود من دورٍ إلى آخر كما وضع له سور حجري يحتوي على غرف لاستقبال الزوار | 1818م.            |
| 8.أطلال الشنانة          | والشنانة: بلدة صغيرة تقع في الجهة الغربية من الرس، وهي من القرى المهمة آنذاك في زراعة النخيل والخضروات. وبرجها المرتفع يدل على ما بلغته البلدة من القوة والصمود في الماضي. أغار عليها عبد العزيز بن رشيد عند الحرب بينه وبين الملك عبد العزيز عام 1320هـ، وآثارها الموجودة هي بقايا تلك البلدة التي دمرها جيش عبد العزيز بن رشيد حيث قام جنده بهدم المنازل وقطع النخيل وهدم جزء من البرج، وقعت فيها معركة ضارية بين الملك عبد العزيز وعبد العزيز بن رشيد أيام تأسيس المملكة في: 18/7/1322هـ الموافق: 27/9/1904م. | 1767م تقريباً.     |

## أمراء الرس
1. محمد بن علي بن راشد المحفوظي العجمي، الذي اشترى البلدة وبدأت إمارته عليها واستمر فيها حتى وفاته وكما قلنا بأنه لم يكن أميرا رسميا بل كان له الولاية على الرس.
2. عويص بن محمد بن علي بن راشد المحفوظي العجمي، وقد صارت لديه الولاية بعد وفاة والده وسار على نهج والده في الولاية على الرس.
3. هديب بن عويص بن محمد بن علي بن راشد المحفوظي العجمي، وقد سار كذلك على طريقة والده وجده في الأمر والنهي على من يسكن الرس. وقد وقعت في عهده حرب الجلاّس في الفترة بين عامي 1140 ـ1190هـ.
4. عبد الله بن شارخ بن محمد بن علي بن راشد المحفوظي، الذي يلقب (الدهلاوي) ويعتبر أول وتولى إمارة الرس بعد انتقال أبناء هديب بن عويص إلى بلدة السر في حوالي عام 1050هـ واستمرت إمارته فترة طويلة.
5. سعد بن عبد الله بن شارخ بن محمد بن علي بن راشد المحفوظي، وتولى الإمارة بعد وفاة والده عبد الله في حدود عام 1180هـ وفي عهده انضمت الرس تحت لواء الأمام محمد بن سعود مؤسس الدولة السعودية الأولى. حيث ذكر ابن عيسى في تاريخه (ص91) (وفي سنة 1196 اجمع أهل القصيم على نقض البيعة والحرب سوى أهل بريدة والرس والتنومة).
6. شارخ بن فوزان بن شارخ بن محمد بن علي بن راشد المحفوظي، وفي عهده عام 1230هـ قدم أحمد طوسون بن محمد علي باشا بالعساكر العظيمة ونزل الرس والخبراء.
7. منصور بن سيف بن عسّاف بن ناصر بن حمد بن محمد بن علي بن راشد المحفوظي، وهو أول أمير من أسرة العساف بالرس. وتولى الإمارة في بداية القرن الثالث عشر الهجري بعد عودة الإمام عبد الله بن سعود إلى الدرعية بعد غزوة (محيط ومحرش) وقد تأمر على الرس سنة واحدة فقط، ويروى بأنه حصل عتاب بينه وبين أهل الرس فخرج منها، وعندما بدأت الحرب مع إبراهيم باشا وحاصر الرس عام 1232هـ كانت البلدة تحتاج إلى قائد يقود الناس فأنشد الشاعر الكفيف مبارك البدري قصيدة يستحث الأمير منصور بالعودة فلما سمعها عاد سريعا إلى الرس وقاد المعركة دفاعا عن بلدته. كما حدث في عهده حصار إبراهيم باشا للرس. وقد جُرح أمير الرس منصور بن سيف بن عساف أثناء الحرب فترك الإمارة، وتولى الإمارة بعده علي بن إبراهيم بن سليمان بن شارخ، وتولى قيادة أمور الحرب الشيخ قرناس بن عبد الرحمن القرناس الذي أبدى شجاعة وبسالة أمام الغزاة.
8. علي بن إبراهيم بن سليمان بن شارخ بن محمد بن علي بن راشد المحفوظي، وتولى إمارة الرس بعد منصور بن سيف بن عساف.
9. محمد بن علي بن إبراهيم بن سليمان بن شارخ بن محمد بن علي بن راشد المحفوظي، أتى للإمارة بعد والده، وله ذكر في عام 1269هـ.
10. مزيد بن مسعود بن عمر بن فوزان بن شارخ بن محمد بن علي بن راشد المحفوظي.
11. حزاب بن علي بن إبراهيم بن سليمان بن شارخ بن محمد بن علي بن راشد المحفوظي.
12. فهد بن شارخ بن فوزان بن شارخ بن محمد بن علي بن راشد المحفوظي.
13. سعد بن محمد بن حمد بن مفيز بن شارخ بن محمد بن علي بن راشد المحفوظي. ويلقب (الأكرش)
14. علي بن عليان بن شارخ بن مفيز بن شارخ بن محمد بن علي بن راشد المحفوظي. ويلقب (عبيّا)
15. رشيد بن عبد الله بن رشيد بن زامل بن علي بن محمد بن علي بن راشد المحفوظي.(جد عائلة الرشيد)
16. عبد العزيز بن رشيد بن عبد الله بن رشيد بن زامل بن علي بن محمد ابن علي بن راشد المحفوظي. تولى إمارة الرس بعد وفاة والده واستمر فيها حتى وفاته عام 1278هـ.
17. عساف بن سيف بن منصور بن سيف بن عساف بن ناصر بن حمد ابن محمد بن علي بن راشد المحفوظي. وتولى الإمارة مدة قصيرة.
18. صالح بن عبد العزيز بن رشيد بن عبد الله بن رشيد بن زامل بن علي ابن محمد بن علي بن راشد المحفوظي. وهو من مواليد الرس في حدود عام 1262هـ تولى إمارة الرس عدة مرات واستمرت إمارته عدة سنوات واشتهر بالفطنة والذكاء. وعندما عاد الملك عبد العزيز بن سعود إلى القصيم عام 1324هـ وحارب عبد العزيز بن متعب بن رشيد وقتله في روضة مهنا عاد إلى الرس واستعادها سلما وأعفى أميرها صالح بن عبد العزيز ابن رشيد بسبب كبر سنه وعين حسين بن عساف عام 1324هـ ثم توفي بالرس عام 1345هـ.
19. حسين بن عساف بن سيف بن منصور بن سيف بن عساف بن ناصر ابن حمد بن محمد بن علي بن راشد المحفوظي. من مواليد الرس عام 1270هـ عينه الملك عبد العزيز بعد أن أعفى صالح بن عبد العزيز الرشيد عام 1324هـ وكان بطلا من أبطال الجزيرة العربية المشهورين كما كان معروفا بالشدة والقوة مما جعل منه رجلا مهابا بآرائه الجريئة، شارك الملك عبد العزيز في غزواته في السبلة وجراب والرغامة وكان مخلصا في خدمة الوطن. وفي عهده انضوت الرس تحت لواء الدولة السعودية الثالثة، وبقي بالإمارة حتى عام 1337هـ وتوفي عام 1354هـ.
20. صالح بن عبد العزيز بن رشيد (فترة ثانية) أثناء حرب الشنانة عام 1322هـ حتى أحيل للتقاعد عام 1325هـ.
21. حسين بن عساف بن سيف بن منصور بن سيف بن عساف (فترة ثانية) وبقي فيها حتى عام 1337هـ.
22. محمد بن عساف بن سيف بن منصور بن سيف بن عساف بن ناصر ابن حمد بن محمد بن علي بن راشد المحفوظي. تولى إمارة الرس لفترة قصيرة.
23. عساف بن حسين بن منصور بن سيف بن منصور بن منصور بن عساف ابن ناصر بن حمد بن محمد بن علي بن راشد المحفوظي. تولى إمارة الرس من عام 1339هـ حتى وفاته عام 1373هـ.
24. حسين بن عساف بن حسين العساف ولد بالرس عام 1342هـ وتولى إمارة الرس بعد والده عام 1373هـ وأحيل إلى التقاعد عام 1403هـ، ثم توفي عام 1414هـ.
25. منصور بن عساف بن حسين العساف. تولى إمارة الرس بعد أخيه حسين عام 1403هـ وبقي فيه حتى أحيل للتقاعد عام 1408هـ.
26. محمد بن عساف بن حسين العساف.عين محافظا للرس عام 1408هـ بعد إحالة أخيه منصور للتقاعد حتى عام 1417هـ.
27. منصور بن عساف بن حسين العساف (فترة ثانية) تولى محافظة الرس عام 1417هـ
28. خالد بن منصور بن عساف بن حسين بن منصور بن سيف العساف. تولى محافظة الرس عام 1427هـ
29. محمد بن عبد الله ب العساف المحفوظي العجمي. وتولى محافظة الرس في: شعبان 1434هـ حتى توفي غرة شهر ذي القعدة من العام 1439هـ في ألمانيا بعد صراع طويل مع المرض.[4]
30. حسين بن عبد الله بن عساف بن حسين بن منصور بن سيف العساف المحفوظي العجمي وهو عميد متقاعد عين محافظاً للرس من تاريخ 27 رجب عام 1440هـ ولايزال على رأس العمل.

### خويا الإمارة
أما خويا الإمارة بالرس فقد بدأ تعيينهم منذ إمارة عساف بن حسين بن منصور الذي تولى الإمارة عام 1339هـ حيث تم تعيين اثنين من الخويا وهم: ـ صالح ابن عبد الله بن سليمان الخميس ومحمد بن علي الرشيد.
ولما تولى حسين بن عساف الإمارة بالرس عام 1373هـ تم تعيين مجموعة من الخويا وهم بالترتيب: حمد بن زيد العامر، وصالح بن زيد العامر، ومحمد بن إبراهيم الصبي، وعبد الله الجروان، ومحمد بن إبراهيم الزعاقي، وعبد الله بن صالح الخميس، ثم محمد بن صالح الدخيلي، ومحمد بن شلال الشيباني، وإبراهيم بن علي البلي، وإبراهيم ابن حمد العوض، وبعضهم توفي والبعض الآخر لا يزال حيا يرزق.

## الأندية الرياضية
يوجد أربعة أندية وهي الرمة، الخلود، الجواء، والموج إلى جانب نادي الحزم وكلها تابعة إلى مكتب رعاية الشباب في الرس. وقد حققت تلك الفرق إنجازات على المستوى المحلي والخارجي في شتى الألعاب الرياضية والأنشطة الثقافية والاجتماعية، حيث يشارك فريق كرة القدم، وكرة اليد في نادي الحزم ضمن أندية الدرجة الممتاز للموسم الرابع على التوالي، والكرة الطائرة التي كانت أحد أعمدة الدوري الممتاز، وفريق الموج للكرة الطائرة بدرجتيه الأولى والشباب في الدوري الممتاز، وفريق كرة الطاولة في الدوري الممتاز منذ عدة مواسم.

### نادي الحزم
تأسس نادي الحزم عام 1957م، باسم النادي الأهلي وكان يحمل الشعار (الأصفر والأزرق) وتم تسجيله رسمياً بالرئاسة العامة لرعاية الشباب (الهيئة العامة للرياضة حاليا) عام 1968، وأصبح يحمل اسم الحزم بالشعار الأصفر والأزرق والأحمر (تسمية نادي الحزم تعود للأستاذ الشاعر محمد بن عبد الله المسيطير)، - ورئيس الحزم الحالي هو الأستاذ عبد الله الصيخان.
- ويعتبر مؤسس النادي الأستاذ/ عبد الرحمن بن خالد الرشيد.
- ويعتبر خالد بن عمر البلطان هو رئيس هيئة أعضاء الشرف وهو المؤسس الفعلي لنادي الحزم
-أول مجلس إدارة لنادي الحزم الأستاذ/ منصور بن محمد الحبس، وإبراهيم بن موسى الطاسان، وصالح بن عبد الرحمن الضويان، وصالح بن ناصر الجهني، وحمد بن محمد الخربوش، وصالح بن عبد العزيز الغفيلي.

### نادي الخلود
تأسس نادي الخلود عام 1970م، ورئيسه الحالي هو خالد بن غانم المزروع.
وأول رئيس لمجلس إدارته هو (عبد الله العواجي).